# Свідерський Микола Олексійович
Свідерський Микола Олексійович (*12 грудня 1892, Почаїв, Кременецький район, Тернопільська область — †2 вересня 1951, Сідней, Австралія) — український військовик, видавець, громадський діяч. Член Української Центральної Ради.
Під час Першої світової війни — прапорщик 53-го полку.
Член Всеукраїнської ради військових депутатів. Комісар Української Центральної Ради у Трапезунді, де організував українізацію військових частин та евакуацію українських вояків російської армії з Туреччини в Україну.
У Трапезунді видавав газети «Вісті Українського військового зʼїзду Кавказького фронту» та «Вісті Української Громади м.Трапезунду».
Член української делегації на переговорах із Білоруською Народною Республікою у 1918 р.
В 1949 виїхав разом з донькою Ольгою (Ольга Свідерська-Качан (*1928) — психолог, культурно-освітня діячка і викладачка) і сином Миколою (Микола Свідерський (*1920–†1987) — громадсько-суспільний діяч) до Австралії, оселився у Сіднеї, але незабаром захворів і помер на 59 році життя. Посмертно нагороджений екзильним урядом УНР Воєнним Хрестом.